# KNVB beker 1970-1971
La KNVB beker 1970-71 fu la 53ª edizione della coppa nazionale di calcio dei Paesi Bassi.

## Primo turno
15 e 16 agosto 1970. I detentori dell'Ajax E passarono direttamente al turno successivo.
| Squadra 1                     | Risultato   | Squadra 2           |
| ----------------------------- | ----------- | ------------------- |
| Holland Sport                 | 4 - 0       | RBC Roosendaal      |
| Hollandia Victoria Combinatie | 0 - 3       | PSV                 |
| MVV                           | 2 - 2 (dts) | Limburgia           |
| RCH                           | 0 - 0 (dts) | Blauw-Wit           |
| Roda JC                       | 0 - 1       | N.E.C.              |
| Cambuur                       | 3 - 1       | EDO                 |
| Sparta Rotterdam              | 2 - 1       | VVV-Venlo           |
| SVV                           | 2 - 1       | Wageningen          |
| Telstar                       | 0 - 2       | SC Drenthe          |
| Vitesse                       | 1 - 1 (dts) | ZFC                 |
| Volendam                      | 1 - 2       | Heracles Almelo     |
| Willem II                     | 1 - 0       | PEC Zwolle          |
| AGOVV                         | 0 - 5       | Feyenoord           |
| AZ Alkmaar                    | 2 - 0       | Helmond Sport       |
| De Graafschap                 | 2 - 3 (dts) | NOAD                |
| De Volewijckers               | 1 - 3       | ADO Den Haag        |
| D.F.C.                        | 0 - 1       | Haarlem             |
| DWS                           | 2 - 1       | Baronie             |
| Excelsior                     | 1 - 0 (dts) | Fortuna Vlaardingen |
| Den Bosch                     | 2 - 0       | Heerenveen          |
| GVAV                          | 2 - 1       | Gooiland            |
| Twente                        | 7 - 0       | Hermes              |
| Utrecht                       | 3 - 1       | Eindhoven           |
| Fortuna Sittard               | 1 - 0       | NAC Breda           |
| Go Ahead Eagles               | 9 - 2       | Veendam             |

## Secondo turno
8 novembre 1970. I seguenti club furono passati d'ufficio al turno successivo: Fortuna Sittard, Twente, Holland Sport, HFC Haarlem, Sparta Rotterdam and SC Drenthe.
| Squadra 1       | Risultato   | Squadra 2    |
| --------------- | ----------- | ------------ |
| N.E.C.          | 2 - 0       | Vitesse      |
| NOAD            | 1 - 1 (dts) | Den Bosch    |
| PSV             | 0 - 0 (dts) | Feyenoord    |
| RCH             | 2 - 0       | MVV          |
| Cambuur         | 4 - 2       | Willem II    |
| AZ Alkmaar      | 2 - 2 (dts) | SVV          |
| DWS             | 2 - 0       | Utrecht      |
| Excelsior       | 1 - 2 (dts) | Groningen    |
| Go Ahead Eagles | 1 - 2       | ADO Den Haag |
| Heracles Almelo | 0 - 3       | Ajax         |

## Ottavi di finale
14 marzo 1971.
| Squadra 1        | Risultato   | Squadra 2     |
| ---------------- | ----------- | ------------- |
| Ajax             | 4 - 0       | Den Bosch     |
| Groningen        | 2 - 1       | Holland Sport |
| Fortuna Sittard  | 2 - 1       | SVV           |
| Haarlem          | 0 - 1       | ADO Den Haag  |
| N.E.C.           | 1 - 0       | DWS           |
| Cambuur          | 0 - 3       | Feyenoord     |
| SC Drenthe       | 0 - 1 (dts) | RCH           |
| Sparta Rotterdam | 3 - 2 (dts) | Twente        |

## Quarti di finale
7 e 8 aprile 1971.
| Squadra 1       | Risultato   | Squadra 2        |
| --------------- | ----------- | ---------------- |
| Feyenoord       | 1 - 2       | Ajax             |
| Fortuna Sittard | 2 - 1 (dts) | Groningen        |
| N.E.C.          | 1 - 0       | ADO Den Haag     |
| RCH             | 1 - 4       | Sparta Rotterdam |

## Semifinali
21 e 22 aprile 1971.
| Squadra 1       | Risultato | Squadra 2        |
| --------------- | --------- | ---------------- |
| Ajax            | 2 - 0     | N.E.C.           |
| Fortuna Sittard | 1 - 4     | Sparta Rotterdam |

## Finale
| Squadra 1 | Risultato   | Squadra 2        |
| --------- | ----------- | ---------------- |
| Ajax      | 2 - 2 (dts) | Sparta Rotterdam |

|  | Ajax | 2 – 2 (d.t.s.) | Sparta Rotterdam |  |

### Ripetizione
| Squadra 1 | Risultato   | Squadra 2        |
| --------- | ----------- | ---------------- |
| Ajax      | 2 - 1 (dts) | Sparta Rotterdam |

| 20 maggio 1971 | Ajax | 2 – 1 (d.t.s.) | Sparta Rotterdam |  |